# Ettore Ascoli
Ettore Ascoli (Ancona, 3 febbraio 1873 – Cingoli, 14 dicembre 1943) è stato un generale e partigiano italiano, decorato con la croce di ufficiale dell'Ordine militare di Savoia, due Medaglie di bronzo al valor militare e di una croce di guerra al valor militare durante il corso della prima guerra mondiale. Raggiunto il grado di generale di corpo d'armata venne congedato dal Regio Esercito in seguito all'approvazione delle leggi razziali nel novembre del 1938. Dopo la firma dell'armistizio di Cassibile entrò subito nelle file della resistenza di Bologna, cadendo in combattimento a Cingoli nel dicembre del 1943.

## Biografia
Nacque ad Ancona il 3 febbraio 1873, figlio di Giuseppe ed Elisa Costantini. Era fratello del futuro pluridecorato ammiraglio di divisione della Regia Marina Aldo Ascoli. Si arruolò nel Regio Esercito, combattendo durante il corso della prima guerra mondiale, dapprima come maggiore di artiglieria in forza al 3º Reggimento artiglieria da campagna, e poi come colonnello comandante l'artiglieria divisionale, divenendo collaboratore stretto del brigadiere generale Roberto Segre.
Durante il conflitto fu insignito della Croce di Cavaliere, e poi di quella di Ufficiale dell'Ordine militare di Savoia, due Medaglie di bronzo e di una Croce di guerra al valor militare.  Nel dopoguerra proseguì nella sua carriera sotto il Regio Esercito, raggiungendo il grado di generale di corpo d'armata.
A seguito dell'approvazione delle leggi razziali, avvenuta nel novembre 1938, il 31 dicembre dello stesso anno fu posto in congedo assoluto come molti altri ufficiali, come suo fratello Aldo, per essere di origine ebraica, ai sensi e per gli effetti del Regio Decreto del dicembre 1938, relativo alle "Disposizioni relative al collocamento in congedo assoluto ed al trattamento di quiescenza del personale militare delle Forze armate dello Stato di razza ebraica".
Dopo la firma dell'armistizio dell'8 settembre 1943, e l'inizio dell'occupazione tedesca, all'età di settant'anni si unì alle file della resistenza di Bologna, entrando nell'VIII Brigata Giustizia e Libertà. Recatosi quindi nelle Marche si aggregò, senza rivelare la sua vera identità, ad una delle prime formazioni partigiane che vi si stavano costituendo. Morirà a Cingoli combattendo contro i tedeschi il 14 dicembre dello stesso anno. 
Una via di Bologna è intitolata al suo nome.

## Pubblicazioni
- Appunti sul problema militare, Zanichelli, Bologna, 1908.

### Annotazioni
1. ↑  Tra gli ufficiali posti in congedo ricordiamo Umberto Beer, Giorgio Morpurgo, Umberto Pugliese, Paolo Supino, Giorgio Liuzzi, Daniele Pescarolo, ecc.
2. ↑  In commutazione dell’Encomio solenne concesogli con Decreto Luogotenenziale 31 agosto 1916.

### Fonti
1. 1 2 3 4 5 6 7  Briganti 2010, p. 2.
2. 1 2  Sito web del Quirinale: dettaglio decorato.